# Die Krupps
A Die Krupps egy indusztriális metal és electronic body music stílusban játszó német együttes. A zenekart Jürgen Engler és Bernward Malaka alapította 1980-ban Düsseldorfban.

## Története
Az 1980-as évek végén a zenekar hangzását a szintetizátor és ütőhangszerek keverése határozta meg. A Die Krupps főszereplője volt az Electronic body music európai elterjedésének. Ennek a hullámnak csúcspontja volt, amikor 1989-ben a brit Nitzer Ebb nevű zenekarral együttműködve újra kiadták a Wahre Arbeit, Wahrer Lohn című kislemezt. 1992-ben kezdtek el gitárokat is használni, valamint a heavy metal-hangzás is egyre inkább jellemzővé vált zenéjükre. Az első albumuk, amin megfigyelhetőek voltak ezek a változtatások a szintén 1992-ben megjelent I volt. Ez az úttörő lépés ösztönözött még sok más zenekart arra, hogy az elektronikus és metal hangzást összekeverjék. A Die Krupps folytatta ezt az utat az 1990-es években, és egy évvel az I után kiadták a II című nagylemezt. Az ezután következő III (1995) albumra már sokkal inkább a kísérletezés volt jellemző. Végül az 1997-ben megjelent, leginkább metal-hangzású Paradise Now kiadása után az együttes feloszlott.
Jürgen Engler nem sokkal később bejelentette egy új projekt indulását DKay.com névvel.
Ralf Dörper, miután 1982-ben kilépett a Die Krupps-ból, megalapította a Propaganda nevű együttest. 1989-ben azonban visszatért a Die Krupps-hoz.
A zenekar 25. évfordulóját néhány nagyobb európai fesztiválon való fellépéssel ünnepelte, valamint pár koncerttel 2005 és 2006 között. 2007 végén, szintén az évforduló kapcsán két greatest-hits album is megjelent: Too Much History - The Electro Years Vol. 1 és Too Much History - The Metal Years Vol. 2 Az egyik a zenekar elektronikus hangzását veszi előtértbe, míg a másik leginkább a metal hangzást taglalja. A két CD együtt is megjelent, ez a kiadás a Too Much History címet kapta.
2008 augusztusában a zenekar újra kiadta a Volle Kraft Voraus és I című albumaikat.
A Die Krupps talán leghíresebb maxija a Tribute To Metallica című középlemez, ami a Metallica együttes dalainak feldolgozását tartalmazza.

## Tagok
- Jürgen Engler – ének
- Ralf Dörper – szintetizátor
- Marcel Zürcher – gitár
- Rüdiger Esch – basszusgitár
- Achim Faerber – dob

Korábbi tagok
- Bernward Malaka - basszusgitár
- Frank Köllges - dob
- Eva Gößling - szaxofon
- Christina Schnekenburger - billentyű
- Walter Jaeger - ?
- Christopher Lietz - programozás, keverés
- Lee Altus - gitár
- Darren Minter - dob
- George Lewis – dob

## Diszkográfia

### Albumok
- Stahlwerksymphonie (1981)
- Volle Kraft Voraus! (1982)
- Entering the Arena (1985)
- I (1992)
- II: The Final Option (1993)
- The Final Remixes (1994)
- III: Odyssey of the Mind (1995)
- Paradise Now (1997)
- Volle Kraft Voraus! Re-release (2008)
- I Re-release (2008)
- The Machinists of Joy (2013)

### Kis- és középlemezek
- Wahre Arbeit, Wahrer Lohn (1981)
- Goldfinger (1982)
- Machineries of Joy (1989)
- Germaniac (1990)
- Metal Machine Music (1992)
- The Power (1992)
- Tribute to Metallica (1992)
- Fatherland (1993)
- To the Hilt (1994)
- Crossfire (1994)
- Bloodsuckers (1994)
- Isolation (1995)
- Scent (1995)
- Remix Wars Strike 2: Die Krupps vs. Front Line Assembly (1996)
- Fire (1997)
- Rise Up (1997)
- Black Beauty White Heat (1997)
- Paradise now (1997)
- Wahre Arbeit, Wahrer Lohn (2005)
- Volle Kraft Null Acht (2009)

### Antológiák
- Metall Maschinen Musik 91-81 Past Forward (1991)
- Rings of Steel (1995)
- Metalmorphosis of Die Krupps (1997)
- Foundation (1997)
- Too Much History. The Electro Years (Vol. 1) (2007)
- Too Much History. The Metal Years (Vol. 2) (2007)
- Too Much History. Limited edition double CD set (2007)

## Fordítás
Ez a szócikk részben vagy egészben  a   Die Krupps című angol Wikipédia-szócikk ezen változatának fordításán alapul.  Az eredeti cikk szerkesztőit annak laptörténete sorolja fel. Ez a jelzés csupán a megfogalmazás eredetét és a szerzői jogokat jelzi, nem szolgál a cikkben szereplő információk forrásmegjelöléseként.